# Майкъл Норт
Майкъл Норт (на английски: Michael North) e американски литературен историк, професор в департамента по англицистика на Калифорнийския университет в Лос Анджелис.

## Биография
Роден е през 1951 г. Получава бакалавърска степен в Станфордския университет през 1973 г. и защитава докторска дисертация в университета на Кънектикът през 1980 г. Преподавателската му кариера преминава в колежа „Уилям и Мери“, а след това в Калифорнийския университет в Лос Анджелис, където постъпва на работа през 1991 г.
Член е на Американската академия за изкуства и науки (на английски: American Academy of Arts and Sciences) от 2012 г.